# Державне сховище дорогоцінних металів і дорогоцінного каміння України
Державне сховище дорогоцінних металів і дорогоцінного каміння України - організація, що входить до сфери управління Міністерства фінансів України і забезпечує закупівлю коштом державного бюджету, приймання, зберігання, продаж дорогоцінних металів і дорогоцінного каміння, дорогоцінного каміння органогенного утворення та напівдорогоцінного каміння у будь-якому вигляді та стані.
Включає цінності, зараховані до Державного фонду дорогоцінних металів і дорогоцінного каміння України. 
Положення про Державне сховище дорогоцінних металів і дорогоцінного каміння України затверджується Міністерством фінансів України. 
Сховище здійснює закупівлю, приймання, зберігання та продаж дорогоцінних металів і дорогоцінного каміння, дорогоцінного каміння органогенного утворення та напівдорогоцінного каміння, зарахованих до Державного фонду дорогоцінних металів і дорогоцінного каміння України. Самородки дорогоцінних металів, дорогоцінні метали і дорогоцінне каміння, дорогоцінне каміння органогенного утворення та напівдорогоцінне каміння у виробах і брухті, скуплені у населення, юридичних осіб, конфісковані або реквізовані, безхазяйні, що за правом спадкоємства перейшли у власність держави, та скарби надходять до Державного сховища дорогоцінних металів і дорогоцінного каміння України без відповідної переробки. 